# Bundestagswahlkreis St. Wendel
Der Bundestagswahlkreis St. Wendel (Wahlkreis 298) ist ein Wahlkreis im Saarland. Er umfasst den Landkreis St. Wendel sowie die Gemeinde Heusweiler des Regionalverbandes Saarbrücken, die Gemeinden Eppelborn, Illingen, Merchweiler, Ottweiler und Schiffweiler des Landkreises Neunkirchen sowie die Gemeinden Lebach und Schmelz des Landkreises Saarlouis. Bei der letzten Bundestagswahl waren 173.074 Einwohner wahlberechtigt.

## Wahlkreisgeschichte
| Wahl      | Wahlkreisname              | Gebiet |
| --------- | -------------------------- | --- |
| 1957–1961 | 246 Ottweiler – St. Wendel | Landkreis St. Wendel, vom Landkreis Ottweiler das Gebiet der heutigen Gemeinden Eppelborn, Illingen, Merchweiler, Ottweiler und Schiffweiler, vom Landkreis Saarlouis die Amtsbezirke Lebach und Schmelz                                   |
| 1965–1972 | 247 Ottweiler              | Landkreis St. Wendel, vom Landkreis Ottweiler das Gebiet der heutigen Gemeinden Eppelborn, Illingen, Merchweiler, Ottweiler und Schiffweiler, vom Landkreis Saarlouis die Amtsbezirke Lebach und Schmelz                                   |
| 1976–1998 | 247 St. Wendel             | Landkreis St. Wendel, vom Landkreis Neunkirchen die Gemeinden Eppelborn, Illingen, Merchweiler, Ottweiler und Schiffweiler, vom Landkreis Saarlouis die Gemeinden Lebach und Schmelz                                                       |
| seit 2002 | 298 St. Wendel             | Landkreis St. Wendel, vom Landkreis Neunkirchen die Gemeinden Eppelborn, Illingen, Merchweiler, Ottweiler und Schiffweiler, vom Landkreis Saarlouis die Gemeinden Lebach und Schmelz, vom Stadtverband Saarbrücken die Gemeinde Heusweiler |

## Wahlkreisabgeordnete
| Wahl | Abgeordneter | Abgeordneter      | Partei | Stimmen in % |
| ---- | ------------ | ----------------- | ------ | ------------ |
| 1957 |              | Leo Gottesleben   | CDU    |              |
| 1961 |              | Leo Gottesleben   | CDU    |              |
| 1965 |              | Leo Gottesleben   | CDU    |              |
| 1969 |              | Leo Gottesleben   | CDU    |              |
| 1972 |              | Werner Zeyer      | CDU    |              |
| 1976 |              | Werner Zeyer      | CDU    |              |
| 1980 |              | Johannes Ganz     | CDU    |              |
| 1983 |              | Johannes Ganz     | CDU    |              |
| 1987 |              | Johannes Ganz     | CDU    |              |
| 1990 |              | Hans Georg Wagner | SPD    |              |
| 1994 |              | Hans Georg Wagner | SPD    |              |
| 1998 |              | Hans Georg Wagner | SPD    |              |
| 2002 |              | Hans Georg Wagner | SPD    |              |
| 2005 |              | Rainer Tabillion  | SPD    | 37,8         |
| 2009 |              | Nadine Müller     | CDU    | 40,1         |
| 2013 | 45,4         | Nadine Müller     | CDU    |              |
| 2017 | 41,8         | Nadine Müller     | CDU    |              |
| 2021 |              | Christian Petry   | SPD    | 35,1         |
| 2025 |              | Roland Theis      | CDU    | 33,9         |

## Wahlergebnisse

### Bundestagswahl 2025
| Kandidaten                                            | Kandidaten                | Parteien/Listen     | Erststimmen | Erststimmen | Zweitstimmen | Zweitstimmen |
| Kandidaten                                            | Kandidaten                | Parteien/Listen     | Stimmen     | %           | Stimmen      | %            |
| ----------------------------------------------------- | ------------------------- | ------------------- | ----------- | ----------- | ------------ | ------------ |
|                                                       | Christian Petry           | SPD                 | 40.409      | 28,6        | 31.470       | 22,2         |
|                                                       | Roland Theisgewählt im WK | CDU                 | 47.870      | 33,9        | 42.958       | 30,3         |
|                                                       | Julian Bonenberger        | GRÜNE               | 5.341       | 3,8         | 8.744        | 6,2          |
|                                                       | Oliver Luksic             | FDP                 | 5.363       | 3,8         | 5.753        | 4,1          |
|                                                       | Rüdiger Klesmann          | AfD                 | 29.033      | 20,5        | 29.390       | 20,7         |
|                                                       | Karl-Peter Scheit         | Die Linke           | 8.133       | 5,8         | 8.583        | 6,1          |
|                                                       | –                         | Tierschutzpartei    | –           | –           | 2.892        | 2,0          |
|                                                       | Michael Schmitt           | FREIE WÄHLER        | 5.160       | 3,7         | 2.322        | 1,6          |
|                                                       | –                         | Volt                | –           | –           | 688          | 0,5          |
|                                                       | –                         | PIRATEN             | –           | –           | 409          | 0,3          |
|                                                       | –                         | MLPD                | –           | –           | 47           | 0,0          |
|                                                       | –                         | Bündnis Deutschland | –           | –           | 363          | 0,3          |
|                                                       | –                         | BSW                 | –           | –           | 8.118        | 5,7          |
| Gesamt                                                | Gesamt                    | Gesamt              | 141.309     | 100         | 141.737      | 100          |
|                                                       |                           |                     |             |             |              |              |
| Ungültige Stimmen                                     | Ungültige Stimmen         | Ungültige Stimmen   | 1.871       | 1,3         | 1.443        | 1,0          |
| Wähler                                                | Wähler                    | Wähler              | 143.180     | 85,2        | 143.180      | 85,2         |
| Wahlberechtigte                                       | Wahlberechtigte           | Wahlberechtigte     | 168.073     |             | 168.073      |              |
|                                                       |                           |                     |             |             |              |              |
| Quellen: Die Bundeswahlleiterin, Kandidaten – Stimmen |                           |                     |             |             |              |              |

### Bundestagswahl 2021
| Kandidaten                                            | Kandidaten                   | Parteien/Listen   | Erststimmen | Erststimmen | Zweitstimmen | Zweitstimmen |
| Kandidaten                                            | Kandidaten                   | Parteien/Listen   | Stimmen     | %           | Stimmen      | %            |
| ----------------------------------------------------- | ---------------------------- | ----------------- | ----------- | ----------- | ------------ | ------------ |
|                                                       | Nadine Schön                 | CDU               | 43.928      | 32,1        | 36.248       | 26,5         |
|                                                       | Christian Petrygewählt im WK | SPD               | 48.135      | 35,1        | 51.229       | 37,4         |
|                                                       | Rosa Maria Grewenig          | DIE LINKE         | 5.783       | 4,2         | 7.887        | 5,8          |
|                                                       | Axel Magar                   | AfD               | 12.346      | 9,0         | 12.904       | 9,4          |
|                                                       | Oliver Luksic                | FDP               | 11.354      | 8,3         | 14.916       | 10,9         |
|                                                       | Denis Schröder               | Die PARTEI        | 3.261       | 2,4         | 2.276        | 1,7          |
|                                                       | Clemens Werle                | FREIE WÄHLER      | 3.562       | 2,6         | 2.881        | 2,1          |
|                                                       | –                            | NPD               | –           | –           | 293          | 0,2          |
|                                                       | –                            | PIRATEN           | –           | –           | 741          | 0,5          |
|                                                       | –                            | MLPD              | –           | –           | 59           | 0,0          |
|                                                       | Hans-Theo Maria Both         | dieBasis          | 2.251       | 1,6         | 2.094        | 1,5          |
|                                                       | Andrea Honecker              | ÖDP               | 621         | 0,5         | 595          | 0,4          |
|                                                       | –                            | Tierschutzpartei  | –           | –           | 3.808        | 2,8          |
|                                                       | –                            | Team Todenhöfer   | –           | –           | 408          | 0,3          |
|                                                       | –                            | VOLT              | –           | –           | 693          | 0,5          |
|                                                       | Uta Sullenberger             | GRÜNE             | 5.739       | 4,2         | –            | –            |
| Gesamt                                                | Gesamt                       | Gesamt            | 136.980     | 100         | 137.032      | 100          |
|                                                       |                              |                   |             |             |              |              |
| Ungültige Stimmen                                     | Ungültige Stimmen            | Ungültige Stimmen | 2.828       | 2,0         | 2.776        | 2,0          |
| Wähler                                                | Wähler                       | Wähler            | 139.808     | 80,8        | 139.808      | 80,8         |
| Wahlberechtigte                                       | Wahlberechtigte              | Wahlberechtigte   | 173.074     |             | 173.074      |              |
|                                                       |                              |                   |             |             |              |              |
| Quellen: Die Bundeswahlleiterin, Kandidaten – Stimmen |                              |                   |             |             |              |              |

### Bundestagswahl 2017
| Kandidaten                                            | Kandidaten                | Parteien/Listen     | Erststimmen | Erststimmen | Zweitstimmen | Zweitstimmen |
| Kandidaten                                            | Kandidaten                | Parteien/Listen     | Stimmen     | %           | Stimmen      | %            |
| ----------------------------------------------------- | ------------------------- | ------------------- | ----------- | ----------- | ------------ | ------------ |
|                                                       | Nadine Schöngewählt im WK | CDU                 | 57.987      | 41,8        | 50.660       | 36,5         |
|                                                       | Christian Petry           | SPD                 | 42.129      | 30,4        | 38.368       | 27,7         |
|                                                       | Karl-Peter Scheit         | DIE LINKE           | 13.584      | 9,8         | 15.686       | 11,3         |
|                                                       | Sören Bund-Becker         | GRÜNE               | 4.674       | 3,4         | 6.662        | 4,8          |
|                                                       | Rainer Schorn             | AfD                 | 11.646      | 8,4         | 12.627       | 9,1          |
|                                                       | Oliver Luksic             | FDP                 | 6.517       | 4,7         | 9.569        | 6,9          |
|                                                       | –                         | PIRATEN             | –           | –           | 648          | 0,5          |
|                                                       | –                         | NPD                 | –           | –           | 646          | 0,5          |
|                                                       | Roman Maurer              | FREIE WÄHLER        | 2.232       | 1,6         | 1.261        | 0,9          |
|                                                       | –                         | MLPD                | –           | –           | 73           | 0,1          |
|                                                       | –                         | BGE                 | –           | –           | 202          | 0,1          |
|                                                       | –                         | DM                  | –           | –           | 222          | 0,2          |
|                                                       | –                         | Partei der Vernunft | –           | –           | 124          | 0,1          |
|                                                       | –                         | Die PARTEI          | –           | –           | 1.632        | 1,2          |
|                                                       | –                         | V-Partei³           | –           | –           | 318          | 0,2          |
| Gesamt                                                | Gesamt                    | Gesamt              | 138.769     | 100         | 138.698      | 100          |
|                                                       |                           |                     |             |             |              |              |
| Ungültige Stimmen                                     | Ungültige Stimmen         | Ungültige Stimmen   | 2.618       | 1,9         | 2.689        | 1,9          |
| Wähler                                                | Wähler                    | Wähler              | 141.387     | 79,7        | 141.387      | 79,7         |
| Wahlberechtigte                                       | Wahlberechtigte           | Wahlberechtigte     | 177.468     |             | 177.468      |              |
|                                                       |                           |                     |             |             |              |              |
| Quellen: Die Bundeswahlleiterin, Kandidaten – Stimmen |                           |                     |             |             |              |              |

### Bundestagswahl 2013
| Kandidaten                                            | Kandidaten                | Parteien/Listen     | Erststimmen | Erststimmen | Zweitstimmen | Zweitstimmen |
| Kandidaten                                            | Kandidaten                | Parteien/Listen     | Stimmen     | %           | Stimmen      | %            |
| ----------------------------------------------------- | ------------------------- | ------------------- | ----------- | ----------- | ------------ | ------------ |
|                                                       | Nadine Schöngewählt im WK | CDU                 | 60.865      | 45,4        | 54.911       | 40,9         |
|                                                       | Christian Petry           | SPD                 | 44.868      | 33,5        | 40.861       | 30,4         |
|                                                       | Dennis Bard               | LINKE               | 10.247      | 7,6         | 12.139       | 9,0          |
|                                                       | Oliver Luksic             | FDP                 | 2.221       | 1,7         | 4.514        | 3,4          |
|                                                       | Iris Langguth             | GRÜNE               | 3.793       | 2,8         | 6.088        | 4,5          |
|                                                       | –                         | FAMILIE             | –           | –           | 1.858        | 1,4          |
|                                                       | Gerd Rainer Weber         | PIRATEN             | 3.035       | 2,3         | 3.391        | 2,5          |
|                                                       | Peter Richter             | NPD                 | 1.975       | 1,5         | 2.062        | 1,5          |
|                                                       | –                         | MLPD                | –           | –           | 58           | 0,0          |
|                                                       | Johannes Trampert         | AfD                 | 6.365       | 4,7         | 7.287        | 5,4          |
|                                                       | –                         | pro Deutschland     | –           | –           | 214          | 0,2          |
|                                                       | –                         | FREIE WÄHLER        | –           | –           | 810          | 0,6          |
|                                                       | Axel Magar                | PARTEI DER VERNUNFT | 687         | 0,5         | –            | –            |
| Gesamt                                                | Gesamt                    | Gesamt              | 134.056     | 100         | 134.193      | 100          |
|                                                       |                           |                     |             |             |              |              |
| Ungültige Stimmen                                     | Ungültige Stimmen         | Ungültige Stimmen   | 4.041       | 2,9         | 3.904        | 2,8          |
| Wähler                                                | Wähler                    | Wähler              | 138.097     | 76,1        | 138.097      | 76,1         |
| Wahlberechtigte                                       | Wahlberechtigte           | Wahlberechtigte     | 181.521     |             | 181.521      |              |
|                                                       |                           |                     |             |             |              |              |
| Quellen: Die Bundeswahlleiterin, Kandidaten – Stimmen |                           |                     |             |             |              |              |

### Bundestagswahl 2009
| Kandidaten                                          | Kandidaten                 | Parteien/Listen   | Erststimmen | Erststimmen | Zweitstimmen | Zweitstimmen |
| Kandidaten                                          | Kandidaten                 | Parteien/Listen   | Stimmen     | %           | Stimmen      | %            |
| --------------------------------------------------- | -------------------------- | ----------------- | ----------- | ----------- | ------------ | ------------ |
|                                                     | Rainer Tabillion           | SPD               | 42.910      | 30,9        | 35.506       | 25,4         |
|                                                     | Nadine Müllergewählt im WK | CDU               | 55.727      | 40,1        | 48.373       | 34,6         |
|                                                     | Hans-Kurt Hill             | DIE LINKE         | 22.965      | 16,5        | 26.775       | 19,2         |
|                                                     | Oliver Luksic              | FDP               | 9.486       | 6,8         | 15.094       | 10,8         |
|                                                     | Iris Langguth              | GRÜNE             | 6.058       | 4,4         | 7.507        | 5,4          |
|                                                     | –                          | FAMILIE           | –           | –           | 2.273        | 1,6          |
|                                                     | Frank Franz                | NPD               | 1.835       | 1,3         | 1.629        | 1,2          |
|                                                     | –                          | MLPD              | –           | –           | 42           | 0,0          |
|                                                     | –                          | PIRATEN           | –           | –           | 1.853        | 1,3          |
|                                                     | –                          | RRP               | –           | –           | 664          | 0,5          |
| Gesamt                                              | Gesamt                     | Gesamt            | 138.981     | 100         | 139.716      | 100          |
|                                                     |                            |                   |             |             |              |              |
| Ungültige Stimmen                                   | Ungültige Stimmen          | Ungültige Stimmen | 3.814       | 2,7         | 3.079        | 2,2          |
| Wähler                                              | Wähler                     | Wähler            | 142.795     | 77,2        | 142.795      | 77,2         |
| Wahlberechtigte                                     | Wahlberechtigte            | Wahlberechtigte   | 184.896     |             | 184.896      |              |
|                                                     |                            |                   |             |             |              |              |
| Quellen: Der Bundeswahlleiter, Kandidaten – Stimmen |                            |                   |             |             |              |              |

### Bundestagswahl 2005
| Kandidaten                                          | Kandidaten                    | Parteien/Listen   | Erststimmen | Erststimmen | Zweitstimmen | Zweitstimmen |
| Kandidaten                                          | Kandidaten                    | Parteien/Listen   | Stimmen     | %           | Stimmen      | %            |
| --------------------------------------------------- | ----------------------------- | ----------------- | ----------- | ----------- | ------------ | ------------ |
|                                                     | Rainer Tabilliongewählt im WK | SPD               | 56.256      | 37,8        | 50.048       | 33,5         |
|                                                     | Hermann Josef Scharf          | CDU               | 55.358      | 37,2        | 50.000       | 33,5         |
|                                                     | Kristin Günther               | GRÜNE             | 4.085       | 2,7         | 6.925        | 4,6          |
|                                                     | Dieter Heim                   | FDP               | 5.482       | 3,7         | 10.127       | 6,8          |
|                                                     | Heike Kugler                  | Die Linke.        | 20.838      | 14,0        | 25.286       | 16,9         |
|                                                     | Wolfgang Britz                | FAMILIE           | 4.300       | 2,9         | 3.307        | 2,2          |
|                                                     | Aloys Lehmler                 | NPD               | 2.498       | 1,7         | 2.502        | 1,7          |
|                                                     | –                             | GRAUE             | –           | –           | 951          | 0,6          |
|                                                     | –                             | MLPD              | –           | –           | 140          | 0,1          |
| Gesamt                                              | Gesamt                        | Gesamt            | 148.817     | 100         | 149.286      | 100          |
|                                                     |                               |                   |             |             |              |              |
| Ungültige Stimmen                                   | Ungültige Stimmen             | Ungültige Stimmen | 5.179       | 3,4         | 4.710        | 3,1          |
| Wähler                                              | Wähler                        | Wähler            | 153.996     | 82,3        | 153.996      | 82,3         |
| Wahlberechtigte                                     | Wahlberechtigte               | Wahlberechtigte   | 187.024     |             | 187.024      |              |
|                                                     |                               |                   |             |             |              |              |
| Quellen: Der Bundeswahlleiter, Kandidaten – Stimmen |                               |                   |             |             |              |              |